# Józef Kozłowski
Józef Kozłowski, rus: Осип Антонович Козловский Óssip [Antónovitx] Kozlovski, nom amb què ha estat habitualment conegut, belarús: Восіп Антонавіч Казлоўскі Vòssip [Antònavitx] Kazlouski (Propoisk, 1757 - Sant Petersburg 11 de març de 1831) fou un compositor polonès d'origen belarús, que desenvolupà la seva carrera a Rússia.
Durant la major part de la seva vida, Kozłowski va treballar a la Cort Imperial de Rússia, per a la qual va escriure la major part de la seva música. A Rússia es va fer popular sobretot per les seves poloneses patriòtiques.

## Biografia
Nasqué a Propoisk, en el si d'una szlachta belarussenca. De nen cantà al cor de la catedral de Varsòvia. Des de 1775 va treballar a Trakai al palau de Tadeusz Franciszek Ogiński com a mestre de Michał Kleofas Ogiński (1765-1833) l'estadista, rebel i compositor, conegut per la seva polonesa Pożegnanie Ojczyzny / Razvitannie z Radzimaj (Adéu a la Pàtria).
Es va traslladar a Rússia el 1786, on es va involucrar en la guerra contra Turquia. Va entrar en l'exèrcit com a ajudant de camp del príncep Dolgoruki. Aviat va conèixer al príncep Grigori Potiomkin, el primer ministre (i amant acreditat de Caterina II) entre 1774 a 1776. Impressionat pel talent musical de Kozłowski, Potiomkin el va presentar a la Cort.
El 1791 va escriure la música per a l'himne nacional rus no oficial de finals del segle xviii i principis del XIX Grom pobedi, razdavàisia! ("Deixeu que troni el so de victòria !"), amb text de Gavriïl Derjavin. La segona part d'aquesta polonesa va ser citada més tard per Txaikovski en l'escena final de la seva òpera La dama de piques.
Quan el teatre privat del comte Nikolai Xeremétiev va ser traslladat de Kuskovo a Ostankino, l'òpera de Kozłowski en rus: Zelmira i Smelon amb llibret de Pavel Potiomkin, es va estrenar el 22 de juliol de 1795. la famosa soprano servent Praskovia Jemtxugova va actuar en el paper de la dona turca en captivitat Zelmira. L'òpera va ser reviscuda de nou el 28 d'agost de 2004 en el mateix lloc d'Ostankino.
Entre 1799 i 1819, Kozłowski va supervisar les orquestres del teatre i la universitat teatral a Sant Petersburg. Kozłowski va compondre una famosa Missa de Rèquiem en mi bemoll menor per la mort d'Estanislau August Poniatowski, rei de Polònia (1732-1798), encarregat pel mateix rei abans de la seva mort i estrenat el 25 de febrer de 1798 a Sant Petersburg. Va escriure un altre rèquiem per la mort de l'emperador Alexandre I.